# Punktsvetsning

Punktsvetsning.

Punktsvetsning är en form av motståndssvetsning som används för att svetsa ihop plåtar. Två elektroder, som utgörs av kopparstavar med runda spetsar, pressar ihop plåtarna och leder ström genom dem. Resultatet blir att materialet smälter ihop i en punkt. Strömmen stängs av när punkten är klar. Hur mycket energi som avges i punkten bestäms av hur stor strömmen är och hur länge den är på. Dessa parametrar väljs med hänsyn till vilket material som används, plåtarnas tjocklek och antal samt elektrodernas typ och storlek. Om för mycket energi frigörs i punkten eller om kraften på elektroderna som håller fast smältan är för låg sprutar smält material ut.
Metoden används främst för stålplåt, oftast med en tjocklek på 0.5 och 3.0 mm. Tjockare material är svåra att svetsa eftersom värmen sprider sig i materialet. Även aluminium och rostfritt kan punktsvetsas. Aluminium kräver att mer värme tillförs, rostfritt kräver dock lägre temperatur. 
Genom att övervaka motståndsförändringen när metallen börja smälta kan man styra processen så att resultatet blir bra även om förutsättningarna mellan olika svetspunkter varierar lite, till exempel i en bilkaross. Motståndet beräknas utifrån spänningen vid och strömmen genom elektroderna.
Största användaren av punktsvetsning i Sverige är idag fordonsindustrin, där de flesta punktsvetsar numera sitter på robotar längs löpande bandet.
Punktsvetsning används även som alternativ till lödning i många mindre produkter, till exempel många glödlampor, eftersom det eliminerar användningen av lödtenn och ger en fog som klarar höga temperaturer och vibrationer. Man kan också se svetspunkter på till exempel husgeråd som kastruller.